# 이스 오리진
《이스 오리진》(일본어: イース・オリジン, Ys Origin)은 팔콤이 2006년 출시한 액션 롤플레잉 게임이다.
이스 시리즈의 일곱 번째 게임이지만, 작품의 연대기 상으로는 첫 번째이다. 또한 아돌 크리스틴의 모험을 다루지 않은 첫 번째 게임이다.

## 개요
"고대 이스의 소멸" (이스 I, II) 700년 전의 배경이며, 다암의 탑, 흑진주, 2명의 여신과 6사제 등 이스의 뒷 이야기를 많이 보여준다.
두 주인공들(+1)이 다암의 탑을 오르는 것이 주 내용이다. 주인공들은 각각 자신만의 목표가 있고, 주인공들을 모두 플레이하면 이벤트의 모든 것을 밝혀낼 수 있지만 진정한 스토리는 세 번째 주인공(이하 갈고리손) 루트이다. 이 세 번째 주인공을 선택하기 위해서는 유니카 토바와 유고 팩트로 각각 아무 난이도에서나 한 번씩 클리어 해야만 한다.

## 줄거리
질서와 자유를 추구하는 쌍둥이 여신과 함께 여섯 신관이 다스리는 '이스'라는 나라가 있었다. 이들이 여신과 흑진주 그리고 클레리아라는 금속으로써 발달과 번영을 추구하고 있을 때 어디선가 마물이 나타났다. 마물은 순식간에 지상을 덮치고 아군의 방어선을 무너뜨려 여신과 신관들을 압박해오기 시작하였다. 그들은 이 위협에 맞서 흑진주의 힘으로 살몬 신전을 하늘로 부상, 일단의 위기를 벗어나는 데 성공하였다. 지상의 마물들은 천공으로 뻗는 거대한 탑을 쌓아가며 자신들의 목표를 놓치지 않으려고 애쓰는 가운데 그렇게 반년이 지나고 있을 무렵 쌍둥이 여신의 실종이 발생했다. 이에 신관들은 사라진 여신들을 찾기 위해 기사와 마도사들로 구성된 수색대를 지상에 파견하게 된다.

## 주인공
유니카 토바(Yunica Tovah)
견습 기사인 유니카는 전편의 아돌과 비슷하다. 도끼와 검을 쓰기 때문에 근거리 전투를 한다. 칼은 공격범위가 넓고 느리지만 도끼는 빠른 공격과 콤보 공격이 가능하다. 중급자용.
휴고 팩트(Hugo Fukt)
천재 마법사인 유고는 유니카와 달리 팩트의 눈과 지팡이로 장거리 공격을 할 수 있다. 초급자용.
갈고리 손(은발의 남자)
수수께끼에 싸인 제 3의 주인공으로 유니카와 비슷하게 플레이하지만 전투 범위가 더 넓고 이동과 공격속도가 더 빨라 게임에 속도감을 더해준다. 상급자용. 휴고와 유니카의 올클리어 이후 선택이 가능하다.
아돌 크리스틴 (Adol Christin)
추가팩을 설치해서 나오는 보너스 게임인 타임 어택 모드와 아레나 모드에서만 플레이 할 수 있다.

## 시스템
시스템은 전편인 이스 페르가나의 맹세와 매우 비슷하나 플레이 가능한 주인공이 세명으로 각각 다른 줄거리가 전개되며 기술과 전투 방식이 서로 다르다는 것이다. 세 캐릭터를 모두 플레이하는 사용자의 편의와 액션에 초점을 맞추기 위해 전편보다 스토리가 조금 짧으며 별다른 분기 없이 단순하게 되어 있다.

### 스킬
각 캐릭터는 특정 아이템을 얻었을 때, 각각 바람[風]·번개[雷]·불[火]이라는 세 가지 속성에 따른 스킬을 사용할 수 있게 된다.
- 유니카
  - 風:선풍의 스킬 - 도끼를 휘둘러 선풍을 발생시켜 공격한다. 체공시간을 늘려주고 사용하기에 따라 비행도 가능하다.
  - 雷:금강의 스킬 - 도끼를 내리치며 뇌격으로 공격한다. 사용할 때 방어기능도 겸한다.
  - 火:홍련의 스킬 - 대검을 휘두르며 화구를 발사한다.

- 유고
  - 風:결계의 스킬 - 바람으로 결계를 만들어 자신을 보호하며 더불어 체공시간도 늘려준다. 공격을 받거나 일정시간이 지나면 사라진다.
  - 雷:폭뢰의 스킬 - "팩트의 눈"을 폭뢰처럼 사용해 공격한다. 일정시간이 지나면 폭발한다.
  - 火:화륜의 스킬 - "팩트의 눈"을 화염에 휩싸이게 한 뒤, 자신 주위로 회전시켜 공격한다.

- 갈고리손
  - 風:신속의 스킬 - 바람의 힘을 빌어 매우 빠른 속도로 이동하며 공격한다. 사용 중엔 무적이며 방향이 정해지지 않았다면 가장 가까운 적을 향해 이동한다.
  - 雷:뇌조의 스킬 - 갈고리에 번개를 감아 공격하며, 공격이 성공한다면 적의 생명력을 흡수할 수 있다.
  - 火:겁화의 스킬 - 불길을 일으키며 상승 공격한다. 이것도 사용 중엔 무적.

### 회복
기본적으로 회복은 다음과 같이 다섯 가지 방법이 있다.
1. 여신상(또는 사신상) 앞에서 모든 체력을 회복할 수 있다.
2. 드롭되는 약초를 통해서 일정량의 체력을 회복할 수 있다.
3. 탑 바깥쪽(난간)에서 가만히 서 있다면 일정치로 점차 체력을 회복할 수 있다.
4. 특정 아이템을 착용하고 가만히 서 있는 것으로 탑 안에서도 체력을 회복할 수 있다.
5. 특정 아이템을 착용하고 탑 바깥쪽(난간)에 가만히 서있으면 빠르게 체력을 회복할 수 있다.

추가적으로 갈고리손의 경우 뇌조의 스킬로 적의 생명력을 빨아들여 조금이나마 체력을 회복할 수 있다.

### 부스트
이스 페르가나의 맹세에서 선보였던 것으로 부스트 게이지가 소비되는 동안 캐릭터의 공격 및 속도 따위의 신체적 능력을 향상시킨다. 체력이 떨어질수록 부스트 게이지 충전은 매우 빠르게 이루어진다. (토르의 경우 부스트 대신 마인화이며, 부스트 게이지가 충전되고 있을 때 적을 공격하면 더 빨리 충전 가능하다.)

### 버스트
부스트 게이지를 소비하여 강력한 공격을 시도하는 것으로 부스트 게이지가 소비되는 동안에도 발동 가능하며 사용 중에 적 공격은 모두 무효화한다. 특정 이벤트를 거쳐 사용가능하다.

### 드롭 아이템
적을 공격하면 몇 가지 아이템들을 떨어뜨리게 되는데, 현재 캐릭터의 능력 및 상태에 따른 보상기준에 따라 다르다.
영력의 조각(SP)
여신의 가호에 소비되는 것으로 보라색 조각이다. 1·5·10·50·100·500으로 6종류가 있으며, "SP취득량증가"라는 여신의 가호를 받으면 보다 큰 SP를 얻게 될 확률이 높아진다.
비약
빨강·노랑·파란색이 있는데, 각각 힘·방어력·MP 회복속도 상승을 가져온다. SP와 같이 6종류가 있으며, 누적될 수록 보다 효과와 시간이 높아진다.
약초
HP를 회복시켜주는데, 종류별로 회복량이 다르다.
공기의 열매
물 속에서 산소를 공급해줌으로써 머무는 시간을 늘려준다.

### 여신의 가호
적이 떨어뜨리는 영력의 조각(SP)를 소비하여 주인공의 무기나 방어구 및 능력 따위를 영구적으로 향상시킨다. 향상 목록에는 일회성에 그치는 것 뿐만 아니라 레벨 단위로 제공되는 것도 있어 보다 많은 SP를 소모함으로써 더욱 좋은 효과를 기대할 수도 있다. (갈고리손우 "<마>의 인자"의 강화.)

### 무기 강화
기본적으로 실제 사용하는 무기는 한 가지이므로(유니카의 도끼와 대검 역시 하나로 취급) 보다 강력한 무기는 무기강화를 통해서 얻게 된다고 볼 수 있다. 탑 안을 돌아다니다 크레리아 광석을 얻게 되었을 때, 리코에게 가져가면 무기를 강화해 준다. (갈고리손의 경우 스스로 무기강화를 한다.)

## 장비 품목
유고 팩트
- 갑옷 - 레더 크로스 < 에보니 로브 < 체인 크로스 < 엘더 로브 < 크림슨 코트 < 크레리아 가브
- 신발 - 레더 그립 < 에보니 슈즈 < 실 그립 < 엘더 슈즈 < 문 그립 < 다크 팔콘

유니카 토바
- 갑옷 - 레더 아머 < 링 메일 < 하프 플레이트 < 리플렉스 < 배틀아머 < 실버드레스
- 신발 - 레더 부츠 < 하드레가스 < 레그가드 < 실펜부츠 < 배틀가드 < 실버레가스

갈고리 손(토르 팩트)
- 갑옷 - 리벳 레더 < 블랙 체인 < 밴디드 메일 < 고딕 슈트 < 팬텀 메일 < 브레이브 아머
- 신발 - 리벳 부츠 < 블랙 레가스 < 밴디드 부츠 < 데몬 그립 < 팬텀 부츠 < 브레이브 가드

### 아이템
- 크리스털 - 다비와 하다르 가문이 만들어낸 도구로 빛과 대지의 마력을 통해 여신상을 정화할 수 있으며, 여신상이 있는 곳으로 전위도 가능하다. (토르의 경우에는 다크 크리스탈)
- 리라 조개껍질 - 원거리 대화를 위해 사용하는 마법 도구로 유니카와 유고는 이것으로 탑 어느 곳에서든 에오리아와 연락할 수 있다. (토르의 경우에는 후반부에 얻을 수 있다.)
- 마스크 오브 아이즈 - 이스4의 태양의 가면과 한쌍인 달의 가면으로 이스에서는 '마스크 오브 아이즈' 라는

이름으로 내려오고 있다. 착용하게 되면 숨겨진 길이나 방을 볼 수 있지만 주위의 마물이나 사람은 보이지 않는다. 유니카와 유고로만 얻을 수 있다.
- 이블 링 - 묵사의 구역에서 이벤트를 통하여 '악의 이블 링'으로 만들수 있다. 악의 이블 링을 그냥 착용하게

되면 그 자리에 죽게된다.
- 블루 네클리스 - '리코 젠마' 에게 얻을 수 있다. 악의 기운을 정화하는 힘을 가졌다. 유니카와 유고로만 얻을 수 있다.
- 평온의 반지 - 토르 팩트만이 얻을 수 있다. 스킬의 마나소비량을 20% 감소시켜준다(sp를 이용한 마의 인자 강화와 중첩되지 않는다)
- 로다의 열매 - 탑의 각 구역에서 얻을 수 있으며 '루' 에게 가져다주면 다른 것으로 바꿔준다.
- 꿈꾸는 석상 - 탑의 최하층에서 제사 디노에게 습득 가능하다. 석화 저주를 푸는 힘이 있다고.
- 흑진주 - 모든 마법의 근원이 되는 물건으로 카인 팩트가 살몬 신전의 흑진주를 빗대어 만들었다.
- 수룡의 비늘 - 물속에서 수중 호흡을 더 오래 할 수 있게 해준다.
- 망치 - 유고에게만 해당되는 물건으로 어떤 것을 부숴버릴 때 사용한다.
- 은의 하모니카 - 레아가 누군가에게 선물받은 물건으로 레아만이 연주할 수 있는 고유한 음색을 가졌다.
- 은의 팔찌 - '대쉬'를 가능하게 해준다.
- 금의 팔찌 - '이단 점프'를 가능하게 해준다.
- 정령의 옷 - 탑의 바깥쪽에 있지 않아도 탑 내부에서 가만히 있으면 체력을 회복시켜준다.
- 은의 령 - 죽지 않는 어떤 마물들을 죽일수 있게 해준다.
- 지룡의 발톱 - 묵사의 구역에서 미끄러지지 않게 해준다.
- 서광의 수호석 - 1회 부활하게 해준다.(유고 전용)
- 정령의 목걸이 - 1회 부활하게 해준다.(유니카 전용)
- 크레리아 반지 - 공격력+3, 방어력-3(토르 전용)
- 여신의 반지 - 공격력+5, 방어력+5(토르 전용)

## 등장인물
유니카 토바
신관 토바의 손녀이나 마법을 사용하지 못해 신전기사단에 지원하였다. 여신들을 매우 좋아하며, 그녀들을 위해 견습기사인데도 불구하고 떼를 써 내려왔다. 수색대의 일원인 로이와 리코와는 친구사이.
유고 팩트
팩트 가문의 사람으로 신관 카인 팩트의 아들이며 계승자이다. 천재 마도사로 불리며 모든 일을 홀로 처리하고자 하는 성격이기에 단독으로 행동하는 경우가 많다.
시온
살몬 신전의 제사장으로 수색대의 책임자. 온화한 성격으로 친절한 사람이지만 여신을 위해서라면 봐주는 일이 없다.
에오리아
살몬 신전의 제사로 원거리 대화마법이 특기이다. 수색대 및 살몬 신전의 신관들과 통신하며 질문을 받고 정보를 제공해준다.
디노
에오리아와 같이 살몬 신전의 제사로 주로 척후역을 맡으며, 특기는 전위마법.
가레온
신전기사단의 부단장으로 토르 팩트와 함께 사울 토바의 휘하에 있었다.
세실리아
검과 함께 나름대로 위력적인 공격마법도 구사할 수 있는 여기사로 완고한 성격이다.
라모나
세실리아와는 반대인 듯한 성격의 여기사로 하급자들의 좋은 이해자다. 세실리아와 사이가 좋다.
로이
신전기사단의 초급기사이지만 검술 실력은 뛰어나다. 수색대에 뽑힌 것도 이 때문. 여러모로 유니카에게 관심이 많다.
카데나
불꽃마법이 장기인 여마도사로 수색대로 내려온 마도사들의 통솔자이다. 마법과 주술에 대한 지식과 이해도가 높다.
뮤샤
치유마법을 특기로하는 여마도사. 뛰어난 치유마법을 가지고 있으나 공격마법에는 재능이 없다. 소심·내성적인 인물로 유고와는 소꿉친구.
리코 젠마
유니카와 유고의 친구이자 신관 젠마의 손자. 크레리아를 재료로하는 연성마법을 자랑으로 여긴다.
레아
"질서"를 관장하는 쌍둥이 여신으로 쌍둥이 중 언니다. 두 여신의 갑작스런 실종 등과 더불어 수색대가 지상으로 내려오게 되었다.
피나
"자유"를 관장하는 쌍둥이 여신으로 쌍둥이 중 동생이다. 레아와 같이 지상에 내려왔으나 도중에 갈라져 단독 행동을 한다.
토르 팩트
유고 팩트의 형으로, 마법으로 유명한 팩트가의 장남인데도 불구하고 신전시사단에 지원하여 부기사단장이 된 남자로 사울 토바와 함께 살몬 신전의 부상을 위해 시간을 벌다가 죽음으로써 영웅이 된 남자.
에포나
삼지창을 들고 다니는 자칭 일족 최고의 여전사. 유니카와 유고 앞에 나타나 길을 막고 덤벼댄다.
키슈갈
에포나의 오빠로 "전귀"라는 별명을 가진 것과 같이 뛰어난 전사와의 싸움에 굶주려 있다. 사울 토바와 3번이나 사투를 벌임.
자바
소환마법이 특기인 듯 보이는 여마도사로 거대한 마물들을 어려움 없이 소환하여 부린다. 눈 밖에 난 상대는 끝까지 괴롭히려는 취미가 있다.
다레스
스스로 "어둠"이라 부르는 집단을 이끄는 마도사로 음험하며 냉랭한 미소를 띠고 있다. 엄청난 마력과 함께 그의 석화 주술 공격은 매우 까다로운 것이다.

## 평가
| 평가 |                                     |
| --- | ----------------------------------- |
| 통합 점수 통합사 점수 메타크리틱 PC: 76/100 [ 1 ] PS4: 77/100 [ 2 ] XONE: 81/100 [ 3 ] 평론 점수 평론사 점수 디스트럭토이드 8.5/10 [ 4 ] 유로게이머 7/10 [ 5 ] PC 게이머 (UK) 71/100 [ 6 ] |                                     |
| 통합 점수 |                                     |
| 통합사 | 점수                                |
| 메타크리틱 | PC: 76/100 PS4: 77/100 XONE: 81/100 |
| 평론 점수 |                                     |
| 평론사 | 점수                                |
| 디스트럭토이드 | 8.5/10                              |
| 유로게이머 | 7/10                                |
| PC 게이머 (UK) | 71/100                              |